# New Richmond (Indiana)
New Richmond – miasto w Stanach Zjednoczonych, w stanie Indiana, w hrabstwie Montgomery.